# Regimento de Comando (Suécia)
O  Regimento de Comando  - em sueco  Ledningsregementet  - também designado pela sigla LedR, é uma unidade das Forças Armadas da Suécia  estacionada na cidade de Enköping, a 65 km de Estocolmo.

Este regimento está vocacionado para apoiar as Forças Armadas da Suécia  nas funções de comunicação e comando, e na condução da guerra psicológica. Sediado em Enköping, dispõe de pontos de apoio em Strängnäs, Karlskrona, Boden, Estocolmo e Uppsala. O pessoal da unidade é constituído por 533 oficiais profissionais, 387 sargentos e praças permanentes, 174 sargentos e praças temporários, 233 funcionários civis e 226 oficiais da reserva.